# Piran
Piran este un oraș din comuna Piran, Slovenia, cu o populație de 4.143 de locuitori.

## Personalități născute aici
- Cesare Dell'Acqua (1821 - 1905), pictor italian.